# Primetime-Emmy-Verleihung 1965
Die 17. Emmy-Verleihung fand am 12. September 1965 im Hollywood Palladium in Los Angeles, Kalifornien, USA statt. Die Zeremonie wurde von Sammy Davis, Jr. und Danny Thomas moderiert.

## Nominierungen und Gewinner

### Programmpreise
| Kategorie                                                                        | Preisträger                                                | Programm | Nominierungen |
| -------------------------------------------------------------------------------- | ---------------------------------------------------------- | --- | --- |
| Outstanding Program Achievements In Entertainment (Bestes Unterhaltungsprogramm) | Roger Englander Richard Lewine Carl Reiner George Schaefer | New York Philharmonic Young People’s Concerts (Episode 8.1: What Is Sonata Form?), CBS My Name Is Barbra, CBS The Dick Van Dyke Show, CBS Hallmark Hall of Fame (Episode: The Magnificent Yankee), NBC | Richard Berg für Bob Hope Presents the Chrysler Theatre, NBC Walt Disney für Disneyland, NBC Bob Finkel für The Andy Williams Show, NBC Leonard Freeman für Mr. Novak, NBC Joseph L. Mankiewicz für A Carol for Another Christmas, ABC Bob Markell für Preston & Preston, CBS Sam Rolfe für Solo für O.N.C.E.L., NBC Robert Saudek für Zivilcourage, NBC George Schlatter für Danny Thomas Special: The Wonderful World of Burlesque, NBC George Sidney für Who Has Seen the Wind?, ABC |

### Regiepreise
| Kategorie | Preisträger                          | Programm                                                                     | Nominierungen |
| --- | ------------------------------------ | ---------------------------------------------------------------------------- | --- |
| Outstanding Individual Achievements In Entertainment - Directors (Beste Regie)                                                        | Paul Bogart                          | Preston & Preston (Episode 4.1-4.2: The Seven Hundred Year Old Gang), CBS    | Dwight Hemion für My Name Is Barbra, CBS |
| Outstanding Individual Achievements In Entertainment - Art Directors and Set Decorators (Beste künstlerische Regie und Setdekoration) | Warren Clymer Bill Harp, Tom H. John | Hallmark Hall of Fame (Episode: The Holy Terror), NBC My Name Is Barbra, CBS | Gene Callahan, Jack Wright Jr. für A Carol for Another Christmas, ABC Warren Clymer für Hallmark Hall of Fame (Episode: The Magnificent Yankee), NBC |
| Outstanding Individual Achievements In Entertainment - Lightning Directors (Beste Lichtregie)                                         | Phil Hymns                           | Hallmark Hall of Fame (Episode: The Magnificent Yankee), NBC                 | |
| Outstanding Individual Achievements In Entertainment - Technical Directors (Beste technische Regie)                                   | Clair McCoy                          | Danny Thomas Special: The Wonderful World of Burlesque, NBC                  | |

### Drehbuchpreise
| Kategorie | Preisträger                     | Programm                                                                  | Nominierungen |
| --- | ------------------------------- | ------------------------------------------------------------------------- | --- |
| Outstanding Individual Achievements In Entertainment - Writers (Bestes Drehbuch Unterhaltung)                                                   | David Karp                      | Preston & Preston (Episode 4.1-4.2: The Seven Hundred Year Old Gang), CBS | William Boardman, Dee Caruso, Robert Emmett, David Frost, Gerald Gardner, Buck Henry, Joseph Hurley, Thomas Meehan, Herbert Sargent, Larry Siegel, Gloria Steinem, Jim Stevenson, Calvin Trillin, Saul Turteltaub für That Was The Week That Was, NBC Robert Hartung für Hallmark Hall of Fame (Episode: The Magnificent Yankee), NBC Carl Reiner für The Dick Van Dyke Show (Episode 4.27: Never Bathe On Sunday), CBS Coleman Jacoby, Arnie Rosen für Danny Thomas Special: The Wonderful World of Burlesque, NBC |
| Outstanding Achievement In News, Information, Documentary and Sports - Writing (Bestes Drehbuch Nachrichten, Information, Dokumentation, Sport) | Sidney Carroll, John T. Sughrue | A Golden Prison: The Louvre, NBC                                          | |

### Technikpreise
| Kategorie                                                                                                  | Preisträger                                    | Programm                               | Nominierungen                                                                                        |
| --- | ---------------------------------------------- | -------------------------------------- | --- |
| Outstanding Individual Achievements In Entertainment - Production Crew (Beste Produktionscrew)             | Production Team Effort                         | Solo für O.N.C.E.L., NBC               | |
| Outstanding Individual Achievements In Entertainment - Cinematographer (Beste TV-Kamera)                   | William W. Spencer                             | 12 O’Clock High, ABC                   | Haskell B. Boggs, William P. Whitley für Bonanza, NBC Fred J. Koenekamp für Solo für O.N.C.E.L., NBC |
| Outstanding Individual Achievements In Entertainment - Color Consultant (Beste Farbberatung)               | Edward P. Ancona Jr.                           | Bonanza, NBC                           | |
| Outstanding Individual Achievements In Entertainment - Editors (Bester TV-Schnitt)                         | Henry Berman, Joseph Dervin, William B. Gulick | Solo für O.N.C.E.L., NBC               | |
| Outstanding Individual Achievements In Entertainment - Special Photographic Effects (Beste Spezialeffekte) | L. B. Abbott                                   | Die Seaview – In geheimer Mission, ABC | |

### Musik-/Ausstattungspreise
| Kategorie | Preisträger       | Programm                                                     | Nominierungen                                                                              |
| --- | ----------------- | ------------------------------------------------------------ | ------------------------------------------------------------------------------------------ |
| Outstanding Individual Achievements In Entertainment - Musicians (Beste TV-Originalmusik Unterhaltung)                | Peter Matz        | My Name Is Barbra, CBS                                       | Herbert Grossman für The Fantasticks, NBC                                                  |
| Individual Achievements In News, Documentaries and Sports - Musicians (Beste Musik Nachrichten, Dokumentation, Sport) | Norman Dello Joio | A Golden Prison: The Louvre, NBC                             | Ulpio Minucci, Rayburn Wright für Saga of Western Man (Episode: I, Leonardo da Vinci, ABC) |
| Outstanding Individual Achievements In Entertainment - Choreographers (Beste Choreographie)                           | Joe Layton        | My Name Is Barbra, CBS                                       |                                                                                            |
| Outstanding Individual Achievements In Entertainment - Costume Designers (Beste Kostüme)                              | Noel Taylor       | Hallmark Hall of Fame (Episode: The Magnificent Yankee), NBC |                                                                                            |
| Outstanding Individual Achievements In Entertainment - Make-Up Artist (Bestes Make-Up)                                | Bob O’Bradovich   | Hallmark Hall of Fame (Episode: The Magnificent Yankee), NBC |                                                                                            |

### Darstellerpreise
| Kategorie                                                                                        | Preisträger                                                                | Programm | Nominierungen |
| ------------------------------------------------------------------------------------------------ | -------------------------------------------------------------------------- | --- | --- |
| Outstanding Individual Achievements In Entertainment - Actors and Performers (Bester Darsteller) | Leonard Bernstein Lynn Fontanne Alfred Lunt Barbra Streisand Dick Van Dyke | New York Philharmonic Young People’s Concerts, CBS Hallmark Hall of Fame (Episode: The Magnificent Yankee), NBC Hallmark Hall of Fame (Episode: The Magnificent Yankee), NBC My Name Is Barbra, CBS The Dick Van Dyke Show, CBS | Julie Andrews für The Andy Williams Show, NBC Johnny Carson für The Tonight Show Starring Johnny Carson, NBC Gladys Cooper für Gauner gegen Gauner, NBC Robert Coote für Gauner gegen Gauner, NBC Richard Crenna für Slattery's People, CBS Julie Harris für Hallmark Hall of Fame (Episode: The Holy Terror), NBC Bob Hope für Bob Hope Presents the Chrysler Theatre (Episode 1.24: Bob Hope Comedy Special), NBC Dean Jagger für Mr. Novak, NBC Danny Kaye für The Danny Kaye Show, CBS David McCallum für Solo für O.N.C.E.L., NBC Red Skelton für The Red Skelton Show, CBS |